# Китайские караси
Китайские караси (лат. Carassioides) — род лучепёрых рыб семейства карповых трибы Cyprinini.

## Описание
Пресноводные рыбы малого и среднего размера. Митохондриальный геном Carassioides acuminatus имеет длину 16 579 п.н..
Паразитами китайских карасей являются моногенеи Dactylogyrus amplexicirrus, Dactylogyrus carassioides, Dactylogyrus guizhouensis, Dactylogyrus hemitermedioides и Dactylogyrus trifucellatoides.

## Классификация
Род описал японский ихтиолог Масамицу Осима в 1926 году. В состав рода включены 4 вида:
- Carassioides acuminatus (Richardson, 1846)
- Carassioides argentea V. H. Nguyễn, 2001
- Carassioides macropterus V. H. Nguyễn, 2001
- Carassioides phongnhaensis V. H. Nguyễn & Ho, 2003

Швейцарский ихтиолог Морис Коттела считает виды Carassioides argentea и Carassioides macropterus возможными синонимами Carassioides acuminatus, а Carassioides phongnhaensis сомнительным видом.

## Распространение
Представители рода обитают в Китае и Вьетнаме.